# Austrolestes analis
Austrolestes analis är en trollsländeart som först beskrevs av Jules Pièrre Rambur 1842.  Austrolestes analis ingår i släktet Austrolestes och familjen glansflicksländor. Inga underarter finns listade i Catalogue of Life.